# Sławomir Kowalewski (burmistrz)
Sławomir Kowalewski (ur. 8 stycznia 1964 w Mławie) – polski samorządowiec i polityk, burmistrz Mławy od 2006 do 2024.

## Życiorys
Uzyskał wykształcenie wyższe magisterskie, został absolwentem Akademii Wychowania Fizycznego Józefa Piłsudskiego w Warszawie. Ukończył też studia podyplomowe z zakresu gimnastyki korekcyjnej, informatyki i menedżera sportu. Przez cztery lata był dyrektorem Mławskiej Hali Sportowej. Od 2006 do 2024 pełnił funkcję burmistrza Mławy. W 2018 został odznaczony Złotym Znakiem Związku OSP RP.